# Kanton Saint-Laurent-sur-Gorre
Der Kanton Saint-Laurent-sur-Gorre war bis 2015 ein französischer Wahlkreis im Arrondissement Rochechouart, im Département Haute-Vienne und in der Region Limousin; sein Verwaltungssitz ist Saint-Laurent-sur-Gorre. Vertreter im Generalrat des Départements war zuletzt von 2011 bis 2015 Yves Raymondaud (PS).
Der Kanton Saint-Laurent-sur-Gorre war 147,96 km² groß und hatte 4744 Einwohner (Stand: 2012).

## Gemeinden
Der Kanton bestand aus sechs Gemeinden:
| Gemeinde                | Einwohner Jahr | Fläche km² | Bevölkerungsdichte | Code INSEE | Postleitzahl |
| ----------------------- | -------------- | ---------- | ------------------ | ---------- | ------------ |
| Cognac-la-Forêt         | 1102 (2013)    | 31,56      | 35 Einw./km²       | 87046      | 87310        |
| Gorre                   | 393 (2013)     | 16,17      | 24 Einw./km²       | 87073      | 87310        |
| Saint-Auvent            | 966 (2013)     | 33,46      | 29 Einw./km²       | 87135      | 87310        |
| Saint-Cyr               | 725 (2013)     | 21,3       | 34 Einw./km²       | 87141      | 87310        |
| Saint-Laurent-sur-Gorre | 1443 (2013)    | 39,92      | 36 Einw./km²       | 87158      | 87310        |
| Sainte-Marie-de-Vaux    | 197 (2013)     | 5,55       | 35 Einw./km²       | 87162      | 87420        |